# Alex Kapranos
Alexander Paul Kapranos Huntley, de son nom complet, plus connu comme Alexander Kapranos et souvent dit Alex Kapranos, est un chanteur et guitariste britannique de rock né le 20 mars 1972 à Almondsbury (Angleterre). Il est essentiellement connu pour sa participation au groupe écossais Franz Ferdinand.

## Débuts

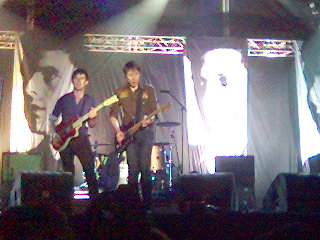
Concert de Franz Ferdinand à Lisbonne, Portugal, en septembre 2005

Alexander Kapranos, souvent dit Alex Kapranos, est un chanteur et guitariste écossais né le 20 mars 1972, à Almondsbury, petit village de l'ouest de l'Angleterre (Gloucestershire), d'une mère anglaise et d'un père grec, Aristotélis Kaprános, professeur et ancien recteur de la faculté de droit de l’université de Strathclyde, originaire du Pirée. Il grandit dans la ville natale de sa mère, Sunderland, et a l'habitude de passer ses vacances en Grèce, le pays de son père. À 16 ans, après avoir fait ses études secondaires à Bearsden, dans la banlieue de Glasgow, Alexander s'inscrit à l'Université d'Aberdeen, en Écosse, pour y étudier la théologie. Il a au début de sa carrière travaillé comme plongeur dans un restaurant à Fort Williams.
Avant de jouer dans Franz Ferdinand, Alex a, entre autres groupes, joué dans un groupe ska aux influences 2-tone de Glasgow, The Amphetameanies. Il a été aussi membre de The Karelia et a fait partie du groupe The Yummy Fur, dont faisaient également partie certains membres du groupe 1990s. Il y rencontre Paul Thomson.

## Vie privée
Alex partage sa vie depuis plusieurs années avec la chanteuse Clara Luciani, qu'il a rencontrée lors d'un festival d'été. Le 14 mai 2023, Clara Luciani annonce sur sa page Instagram qu'elle est enceinte de leur premier enfant. Le couple se marie le 27 mai 2023 en Écosse. La chanteuse accouche le 18 septembre d'un garçon.